# Цукеркандль, Виктор

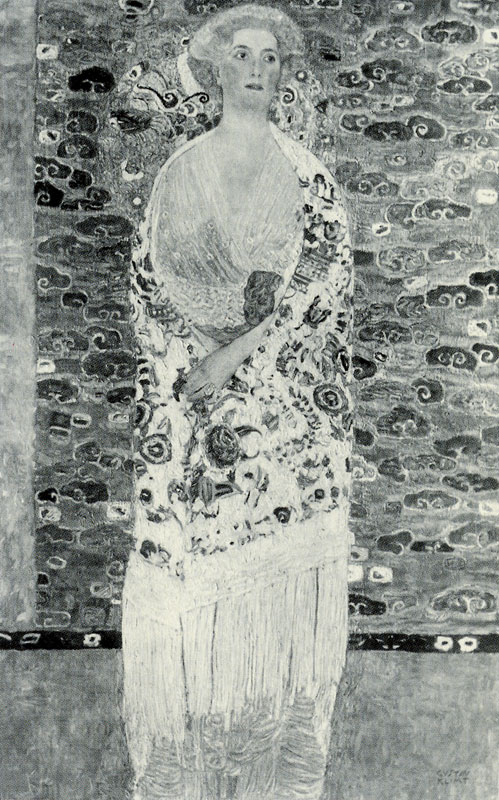
Густав Климт. Портрет Паулы Цукеркандль. 1911—1912

Виктор Цукерка́ндль (нем. Victor Zuckerkandl; 11 апреля 1851, Дьёр — 9 февраля 1927, Берлин) — австрийский промышленник, владелец частной клиники и коллекционер искусства.

## Биография
Виктор Цукеркандль родился в еврейской семье из венгерского Дьёра, сын уроженца Восточной Пруссии Леона Цукеркандля (1819—1899) и Элеоноры (1828—1900), урождённой Кёниг. Братья Виктора Эмиль и Отто Цукеркандль был успешными врачами и преподавателями высшей школы в Вене, младший брат Роберт работал юристом в Праге, сестра Амалия вышла замуж за невропатолога Эмиля Редлиха.
По окончании школы Виктор поступил на службу в австро-венгерскую армию. С 1882 года работал на проволочной фабрике Heinrich Kern & Co. в Гливице. В 1887 году занял пост коммерческого директора основаннонр в том же году «Верхнесилезского акционерного общества в чёрной металлургии по горному делу и металлургическим цехам», в 1904 году перешёл на должность генерального директора. Виктор Цукеркандль основал и возглавлял «Русское акционерное общество в чёрной металлургии» в Гливице, которое включило в себя «Товарищество металлургических заводов Б. Хандтке» с площадками в Варшаве, Днепропетровске и Саратове и превратилось в международный концерн.
В 1901 году Виктор Цукеркандль приобрёл в Пуркерсдорфе у границ Вены большой земельный участок с источником лечебной воды и многочисленными виллами. По рекомендации невестки Берты Цукеркандль-Шепс он заказал архитектору Йозефу Хоффману и Венским мастерским проект лечебницы на водах, ставшей впоследствии известной как Пуркерсдорфский санаторий, место притяжения представителей венской общественной и художественной жизни. Среди гостей санатория числятся в первую очередь Эгон Фридель, Гуго фон Гофмансталь, Коломан Мозер, Густав и Альма Малер, Арнольд Шёнберг, Артур Шницлер, Фердинанд и Адель Блох-Бауэр и Август Ледерер. В 1916 году Виктор Цукеркандль переехал в Берлин, где приобрёл ещё одну полностью обставленную виллу в Груневальде, но летние месяцы по возможности проводил в Пуркерсдорфе. В 1917 году Виктору Цукеркандлю присвоили звание почётного доктора Берлинского технического университета за его усилия по улучшению социального положения рабочих и наёмных работников.
Как и братья, Виктор был меценатом и увлекался коллекционированием предметов искусства. Основу его коллекции составляли картины, акварели и графика XIX века (Карл Агрикола, Рудольф фон Альт, Мориц Михаэль Даффингер, Петер Фенди, Шарль Оге, Ойген Еттель, Йозеф Крихубер, Томас Лоуренс, Адольф фон Менцель, Август фон Петтенкофен, Юлиус Шнорр фон Карольсфельд, Фердинанд Георг Вальдмюллер и др.), а также работы сецессионистов (Густав Климт, Вальтер Лейстиков, Карл Молль и др.), миниатюры, медериты и предметы мебели высочайшего качества в стиле ампир и югендстиль. Для 1200 предметов своей коллекции восточноазиатского искусства Цукеркандль построил в 1907 году поблизости от санаторию отдельную виллу «Японский музей». Во время Первой мировой войны Виктор Цукеркандль передал свою восточноазиатскую коллекцию, оценивавшуюся в 150 тыс. рейхсмарок Бреслаускому музею художественных ремёсел и древностей. Музей был разрушен и разграблен во Вторую мировую войну, небольшая часть коллекции хранится ныне во Вроцлавском национальном музее.
После смерти бездетного Виктора Цукеркандля в 1927 году и последовавшей через три месяца смерти его вдовы Паулы Цукеркандль наследство было поделено между ближайшими родственниками и распродана на аукционах. Сестра Амалия сохранила за собой некоторые унаследованные произведения искусства, в том числе «По дороге в школу» Вальдмюллера. Семь работ Густава Климта из коллекции Виктора Цукеркандля не выставлялись на аукционы: «Аллею к замку Каммер» наследники продали галерее Бельведер в 1929 году, оставшиеся картины разделили между собой. Конфискованные Третьим рейхом у Цукеркандлей произведения искусства стали предметом громких разбирательств в судах и прессе в начале XXI века, многие из них по закону Австрии о реституции и в частном порядке были возвращены законным наследникам.